# Irene van Lieshout
Irene van Lieshout (1 september 1993) is een Nederlandse atlete die gespecialiseerd is in de middellange en lange afstand. Ze veroverde enkele nationale titels en boekte daarnaast ook successen op de weg en bij het veldlopen. 

## Loopbaan
In 2014 behaalde Van Lieshout haar eerste nationale titel. Bij de Nederlandse indoorkampioenschappen van 2014 zegevierde zij op de 3000 m. Drie jaar later volgde een eerste nationale titel op de baan. Bij de Nederlandse kampioenschappen van 2017 in Utrecht werd ze kampioene op de 5000 m. Daar voegde zij dat jaar een zilveren medaille aan toe op het NK halve marathon in 2017.

## Nederlandse kampioenschappen
Outdoor
| Onderdeel | Jaar |
| --------- | ---- |
| 5000 m    | 2017 |

Indoor
| Onderdeel | Jaar |
| --------- | ---- |
| 3000 m    | 2014 |

## Persoonlijke records
Baan
| Afstand  | Prestatie | Datum        | Plaats     |
| -------- | --------- | ------------ | ---------- |
| 1500 m   | 4.28,29   | 12 juni 2015 | Wageningen |
| 3000 m   | 9.25,02   | 25 mei 2017  | Vught      |
| 5000 m   | 15.56,82  | 16 juni 2017 | Wageningen |
| 10.000 m | 33.40,43  | 11 juni 2016 | Leiden     |

Weg
| Afstand        | Prestatie | Datum             | Plaats        |
| -------------- | --------- | ----------------- | ------------- |
| 5 km           | 16.22     | 22 mei 2016       | Nijmegen      |
| 4 Eng. mijl    | 21.44     | 9 oktober 2016    | Groningen     |
| 10 km          | 33.16     | 20 februari 2022  | Nijmegen      |
| 15 km          | 51.59     | 7 december 2014   | 's-Heerenberg |
| 10 Eng. mijl   | 56.40     | 17 september 2017 | Zaandam       |
| halve marathon | 1:14.12   | 19 maart 2017     | Nijmegen      |

Indoor
| Afstand | Prestatie | Datum            | Plaats    |
| ------- | --------- | ---------------- | --------- |
| 3000 m  | 9.19,15   | 22 februari 2014 | Apeldoorn |

## Palmares

### 3000 m
- 2012:  NK indoor - 9.34,66
- 2014:  NK indoor - 9.19,15
- 2015: 4e NK indoor - 9.45,20

### 5000 m
- 2013:  NK - 16.30,69
- 2015:  NK - 16.27,85
- 2017:  NK - 16.11,88

### 10.000 m
- 2014:  NK - 35.52,41
- 2017: 11e Universiade te Taipei - 35.11,38

### 5 km
- 2015:  Stevensloop - 18.12
- 2015:  Marikenloop - 16.35
- 2016:  Marikenloop - 16.22
- 2017:  Marikenloop - 16.25

### 10 km
- 2014:  NK te Schoorl - 33.51
- 2015: 4e NK te Schoorl - 33.50
- 2015: 15e Parelloop - 36.55
- 2016  Stevensloop - 35.40
- 2016:  Hilversum City Run - 34.54
- 2017: 4e NK te Schoorl - 33.30
- 2017: 15e Tilburg Ladies Run - 34.36
- 2021: 14e NK 10 km - 35.15
- 2022:  Stevensloop - 33.16
- 2023: 14e NK in Schoorl - 34.26

### 15 km
- 2014:  Montferland Run - 51.59
- 2015: 20e Zevenheuvelenloop - 57.00
- 2016: 7e Zevenheuvelenloop - 53.26
- 2017: 11e Zevenheuvelenloop - 53.39
- 2022: 30e Zevenheuvelenloop - 55.01

### 10 EM
- 2017: 14e Dam tot Damloop - 56.40

### halve marathon
- 2015:  halve marathon van Sint Anthonis - 1:26.15
- 2017: 13e halve marathon van Egmond - 1:19.28
- 2017:  NK te Nijmegen - 1:14.12

### overige afstanden
- 2014:  Posbankloop (6 km) - 21.40
- 2017:  Zandvoort Circuit Run (12 km) - 41.55

### veldlopen
- 2011:  Sylvestercross 4 km U20 - 15.09
- 2013: 23e EK U23 - 21.04 ( in het landenklassement)
- 2013: 8e Sylvestercross 8 km - 23.20
- 2014: 6e Sylvestercross 8 km - 23.10
- 2014: 4e Abdijcross 7,4 km - 27.23
- 2014: 5e Mastboscross 7,55 km - 28.02
- 2015:  NK (7400 m) - 27.14